# Ангрбода (супутник)
Ангрбода також S/2004 S 22 — природний супутник Сатурна. Відкритий Скоттом Шеппардом, Девідом Джуїттом та Дженом Кліна 7 жовтня 2019 року після спостережень, проведених у період з 12 грудня 2004 року по 1 лютого 2006 року. Постійну назву було присвоєно у серпні 2021 року. 24 серпня 2022 року був названий на честь Анґрбоди, йотуна зі скандинавської міфології.
Діаметр Ангрбоди — близько 3 км, велика піввісь — 20 379 900 км, орбітальний період — 1080,4 земної доби, обертається навколо Сатурна з прямим напрямком під нахилом 177,4° до площини екліптики, ексцентриситет орбіти — 0,257 .